# Neolarra vigilans
Neolarra vigilans är en biart som först beskrevs av Cockerell 1895.  Neolarra vigilans ingår i släktet Neolarra och familjen långtungebin. Inga underarter finns listade i Catalogue of Life.